# ニック・クレッグ
ニコラス・"ニック"・ウィリアム・ピーター・クレッグ（Nicholas "Nick" William Peter Clegg, 1967年1月7日 - ）は、イギリスの政治家。2007年から2015年まで自由民主党党首、2010年から2015年まで副首相、枢密院議長を務めた。

## 人物
1967年、バッキンガムシャーで生まれる。父ニコラス・クレッグは大和日英基金の理事を務める銀行家で、曾祖父はロシアの貴族でツァーリの側近でもあった。オランダ人の母は特別支援教育を担当する教師で、幼少期にオランダ領東インドのバタヴィアで日本軍によって抑留された体験を持つ。そのため、ニコラスは英語の他にオランダ語が話せる。
2000年にスペイン人のミリアム・ゴンザレス・デュランテスと結婚、バリャドリッドで式を挙げた。妻は敬虔なカトリックであるが、クレッグ自身は無神論者である。現在3人の子供がいる。妻は弁護士として働いており、2010年5月の総選挙でも自身の仕事を優先し、夫の選挙支援は一切しなかった。

### 経歴
16歳のとき、酒に酔って教授のサボテンのコレクションに火を付けたとして、ウェストミンスター・スクールからドイツのミュンヘンに交換留学させられる。その後、ギャップ・イヤー時にオーストリアでスキーインストラクターの仕事をして稼いだ金でケンブリッジ大学に入学し、考古学や人類学を学ぶ。テニス部の主将も務めた。
卒業後は奨学金を得てミネソタ大学ツインシティー校に1年間留学し、ディープエコロジーにおける政治哲学の論文を書き上げた。さらにその後ブリュッセルに移り、欧州大学院大学で修士を得る。現在の妻とはここで出会っている。父の友人の保守党有力者の紹介でサッチャー首相の側近だったレオン・ブリタン欧州委員会副委員長の補佐官に登用され、EU官僚として5年間、通商交渉などを担当した。
イギリスに帰国後、周囲からは保守党入りすると思われたが、保守党の反欧州政策を容認できないとして、親欧州政策を掲げる自由民主党に入党し、1999年の欧州議会議員選挙で当選する。
2005年に庶民院（下院）議員となり、2007年に自民党党首に就任する。その後は着実に支持を伸ばし、2010年の総選挙では結党以来最多の得票数を得て、保守党との連立政権樹立に合意。自民党を初の政権入りに導いた。5月12日に発足したキャメロン連立内閣では、副首相に就任したクレッグ党首を含め、自民党から5人が閣僚入りした。
しかし、政権入りしてからは保守党との政策の違いが浮き彫りになり、リーダーシップを発揮できない状況が続き、支持率は総選挙前のピーク時から半減した。また、連立政権樹立の条件として行われた下院への優先順位付連記投票導入を問う国民投票は圧倒的大差で否決され、クレッグが中心となって進めてきた選挙制度改革は実現しなかった。保守党は制度改革に反対であったことから、政権運営への影響が取り沙汰された。
2015年総選挙の大敗により自民党が政権離脱したため、5月8日に閣僚を退任し、また党首職も引責辞任した。
2017年の総選挙では労働党候補に敗れ落選。
2018年10月、フェイスブックの副社長に就任。
2022年2月、メタ・プラットフォームズの国際問題担当社長に就任。